# Stenopomyia angulata
Stenopomyia angulata är en tvåvingeart som beskrevs av Lyneborg 1976. Stenopomyia angulata ingår i släktet Stenopomyia och familjen stilettflugor.
Artens utbredningsområde är Madagaskar. Inga underarter finns listade i Catalogue of Life.